# Bridelia sikkimensis
Bridelia sikkimensis là một loài thực vật có hoa trong họ Diệp hạ châu. Loài này được Gehrm. mô tả khoa học đầu tiên năm 1908.